# Pyrinia brunneoliva
Pyrinia brunneoliva là một loài bướm đêm trong họ Geometridae.